# Вілліоміт
Вілліоміт — мінерал з класу галогенідів, фторид натрію.

## Історія
Мінерал вперше виявлено 1908 року Максимом Вілліомом у Гвінеї; перший опис було зроблено А. Лакруа. Назва дана по імені першовідкривача.

## Властивості

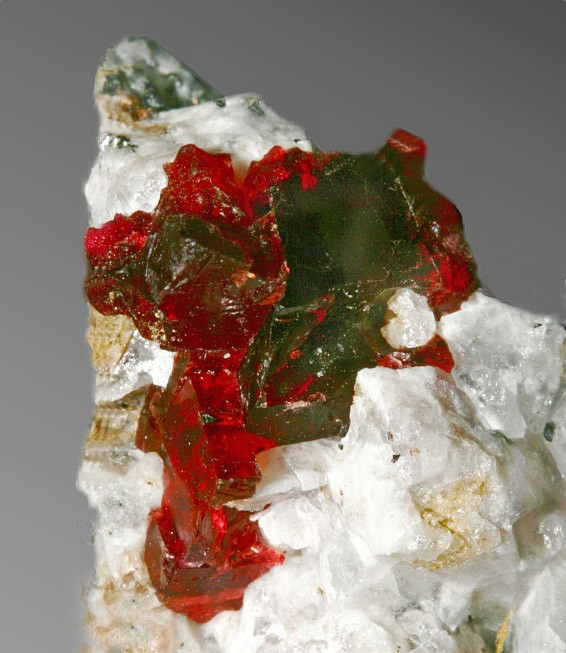
Великий червоний кристал мінералу в материнській породі

Вміст (у %): Na — 54,76; F — 45,24. Злам кристалів раковистий, агрегатів — нерівний. Крихкий.
Спайність досконала. Агрегати — зерна та їх агрегати. У природі кристали мають кубічну форму.
Питома вага 2,79 г/см³. Колір карміново-червоний, темно-вишневий; зрідка безбарвний.
Колір риси — від блідо-рожевого до білого. Блиск скляний. Злам раковистий, нерівний.
Легко плавиться, при охолодженні утворює каламутне безбарвне скло. Легко розчинний у холодній воді.